# Königshöhle
Königshöhle är en grotta i Österrike. Den ligger i distriktet Baden och förbundslandet Niederösterreich, i den östra delen av landet.
Den högsta punkten i närheten är Badner Lindkogel, 582 meter över havet, 1,3 km väster om Königshöhle. Runt Königshöhle är det ganska tätbefolkat, med 172 invånare per kvadratkilometer.. Närmaste större samhälle är Baden, direkt öster om Königshöhle.
Runt Königshöhle är det i huvudsak tätbebyggt men grottan ligger i ett skogsområde.